# Bitweaver
Bitweaver est un logiciel de gestion de contenu inspiré de TikiWiki. Il fonctionne sur les plateformes Linux (LAMP) ou Windows avec un serveur web Apache ou Microsoft IIS et il est publié sous licence libre LGPL et distribué gratuitement. 
Bitweaver utilise ADOdb pour le support des bases de données PostgreSQL, Firebird, MySQL et SQLite. Le rendu HTML est effectué par Smarty.

## Architecture
Bitweaver est organisé en paquet. Les paquets de base comprennent le noyau, Liberty CMS, internationalisation, thèmes, stockage, utilisateurs et installeur.
D'autres paquets sont aussi livrés avec Bitweaver, tels que wiki, forum, blogs et articles. Les paquets tiers sont installables au travers de l’installeur.